# Among Us
Among Us – strategiczna komputerowa gra wieloosobowa opracowana i wydana przez InnerSloth. Gra ukazała się 15 czerwca 2018 na platformę Android, 17 czerwca tego samego roku na iOS-a oraz 16 listopada na Microsoft Windows. 15 grudnia 2020 studio wydało wersję na konsolę Nintendo Switch. Wersje na konsole PlayStation 4, PlayStation 5, Xbox One oraz Xbox Series wydano 14 grudnia 2021.
W sierpniu 2020 zapowiedziano Among Us 2. Studio jednak anulowało kontynuację, by skupić się na pierwszej części.

## Rozgrywka
Gracze dzielą się na członków załogi (ang. crewmates) oraz od jednego do trzech oszustów (ang. impostors). Rolą członków załogi jest wykonywanie zadań na statku, a oszustów – sabotowanie misji i eliminowanie członków załogi. Gracze na początku rozgrywki otrzymują informację, ilu antagonistów jest na statku. Są oni eliminowani poprzez demokratyczne głosowania, podczas których członkowie załogi konsultują się i na podstawie swoich obserwacji wyłaniają podejrzanych. Osoby, które uzyskały najwięcej głosów, zostają wyrzucone ze statku i giną. Gdy wszyscy oszuści zostaną zlikwidowani lub gdy członkowie wykonają wszystkie zadania, wygrywa załoga. Gdy oszuści wyeliminują dużą część załogi lub zniszczą ważne części statku, wygrywają.
W grze początkowo udostępniono trzy mapy – The Skeld, Mira HQ i Polus. W 2020 roku zapowiedziano wydanie czwartej mapy – The Airship. Ukazała się 31 marca 2021 roku. We wrześniu 2023 roku, podczas Nintendo Direct, zapowiedziano wydanie kolejnej mapy – The Fungle. Mapa ukazała się 24 października 2023 roku.

## Historia
Inspiracją do stworzenia Among Us była towarzyska gra Mafia, a także filmowy horror fantastycznonaukowy pt. Coś. Produkcja została oparta na silniku Unity. W czasie produkcji gra nazywała się „spacemafia” i pod takim tytułem została początkowo wydana. Początkowo gra umożliwiała jedynie rozgrywkę w sieci lokalnej i była przeznaczona na urządzenia z systemem Android i iOS. Twórcy uwzględnili jednak prośby graczy i dodali tryb online, a sama gra trafiła na platformę Steam. W 2020 roku streamerzy przyczynili się do wzrostu popularności gry. Według danych z września 2020 liczba pobrań gry wyniosła 100 mln. 10 grudnia 2021 zapowiedziano wydanie wersji gry wykorzystującej gogle VR. Ukazała się na rynku 10 listopada 2022.

## Odbiór
Gra spotkała się z pozytywnym odbiorem recenzentów, uzyskując w wersji na platformę Windows według agregatora Metacritic średnią z 9 ocen wynoszącą 85/100 oraz w wersji na Nintendo Switch 79/100 z 9 recenzji. W październiku 2020 Among Us była najczęściej pobieraną grą z App Store. 24 listopada 2020 podczas gali Golden Joystick Awards otrzymała nagrodę dla „najbardziej przełomowej gry”. 10 grudnia tego samego roku podczas The Game Awards została wyróżniona w dwóch kategoriach: dla „najlepszej gry mobilnej” i „najlepszej gry wieloosobowej”. Wygrała też 34. edycję Nickelodeon Kids’ Choice Awards, zdobywając tytuł najlepszej gry.
Among Us stał się inspiracją wielu memów internetowych, które rozpowszechniane są w mediach społecznościowych.